# 2010-es női kézilabda-Európa-bajnokság
A 2010-es női kézilabda-Európa-bajnokság a torna 9. kiírása volt. December 7. és 19. között rendezték Norvégiában és Dániában. A női Eb-k történetben ez volt az első torna, amelyet két ország rendezett. Az Európa-bajnok részvételi jogot szerzett a 2012. évi nyári olimpiai játékokra.
Magyarország a D csoportban szerepelt, a csoport második helyén végzett és továbbjutott a középdöntőbe, ahol a 2. csoportba került, ahol az ötödik helyen végzett és kiesett. A magyar csapat összességében a 10. helyen végzett.

## Helyszínek
| Lillehammer Larvik Aalborg Århus Herning |                           |                          |
| Lillehammer                              |                           |                          |
| Håkons Hall Férőhely: 11 500             |                           |                          |
|                                          |                           |                          |
| Larvik                                   |                           |                          |
| Arena Larvik Férőhely: 4000              |                           |                          |
|                                          |                           |                          |
| Herning                                  | Aarhus                    | Aalborg                  |
| MCH Indoor Arena Férőhely: 12 000        | NRGi Arena Férőhely: 4740 | Gigantium Férőhely: 7600 |
|                                          |                           |                          |

## Részt vevő csapatok
A vastag betűvel jelzett években az adott csapat megnyerte az Európa-bajnokságot.
| Nemzet        | Kvalifikáció módja                    | Kvalifikáció időpontja | Előző szereplések                                  |
| ------------- | ------------------------------------- | ---------------------- | -------------------------------------------------- |
| Dánia         | rendező                               | 2006. május 5.         | 8 (1994, 1996, 1998, 2000, 2002, 2004, 2006, 2008) |
| Norvégia      | rendező                               | 2006. május 5.         | 8 (1994, 1996, 1998, 2000, 2002, 2004, 2006, 2008) |
| Magyarország  | selejtező – 2. csoport győztese       | 2010. április 4.       | 8 (1994, 1996, 1998, 2000, 2002, 2004, 2006, 2008) |
| Franciaország | selejtező – 3. csoport győztese       | 2010. április 4.       | 5 (2000, 2002, 2004, 2006, 2008)                   |
| Németország   | selejtező – 4. csoport győztese       | 2010. április 4.       | 8 (1994, 1996, 1998, 2000, 2002, 2004, 2006, 2008) |
| Spanyolország | selejtező – 5. csoport győztese       | 2010. április 4.       | 5 (1998, 2002, 2004, 2006, 2008)                   |
| Montenegró    | selejtező – 6. csoport győztese       | 2010. április 4.       | 0 (újonc)                                          |
| Oroszország   | selejtező – 6. csoport 2. helyezettje | 2010. április 4.       | 8 (1994, 1996, 1998, 2000, 2002, 2004, 2006, 2008) |
| Horvátország  | selejtező – 7. csoport győztese       | 2010. április 4.       | 5 (1994, 1996, 2004, 2006, 2008)                   |
| Románia       | selejtező – 1. csoport 2. helyezettje | 2010. május 26.        | 7 (1994, 1996, 1998, 2000, 2002, 2004, 2008)       |
| Ukrajna       | selejtező – 1. csoport győztese       | 2010. május 26.        | 8 (1994, 1996, 1998, 2000, 2002, 2004, 2006, 2008) |
| Izland        | selejtező – 3. csoport 2. helyezettje | 2010. május 29.        | 0 (újonc)                                          |
| Szlovénia     | selejtező – 4. csoport 2. helyezettje | 2010. május 30.        | 3 (2002, 2004, 2006)                               |
| Hollandia     | selejtező – 7. csoport 2. helyezettje | 2010. május 30.        | 3 (1998, 2002, 2006)                               |
| Svédország    | selejtező – 2. csoport 2. helyezettje | 2010. május 30.        | 6 (1994, 1996, 2002, 2004, 2006, 2008)             |
| Szerbia       | selejtező – 5. csoport 2. helyezettje | 2010. május 30.        | 2 (2006, 2008)                                     |

### A magyar csapat
Az Európa-bajnokságra utazó 16 fős keret:
| #  | Név                 | Klub                | Válogatottság* | Gólok* |
| -- | ------------------- | ------------------- | -------------- | ------ |
| 27 | Ábrahám Szilvia     | Veszprém Barabás KC | 3              | 0      |
| 22 | Bódi Bernadett      | Békéscsabai ENK SE  | 53             | 85     |
| 10 | Bulath Anita        | DVSC-KORVEX         | 37             | 106    |
| 12 | Herr Orsolya        | Váci NKSE           | 95             | 0      |
| 8  | Kovacsics Anikó     | Győri Audi ETO KC   | 17             | 34     |
| 83 | Kovacsicz Mónika    | FTC                 | 86             | 208    |
| 16 | Pálinger Katalin    | Győri Audi ETO KC   | 242            | 1      |
| 20 | Sopronyi Anett      | DVSC-KORVEX         | 18             | 24     |
| 11 | Szabó Valéria       | DVSC-KORVEX         | 33             | 49     |
| 18 | Szamoránsky Piroska | FTC                 | 78             | 185    |
| 23 | Szekeres Klára      | Békéscsabai ENK SE  | 16             | 7      |
| 7  | Szucsánszki Zita    | FTC                 | 56             | 167    |
| 86 | Temes Bernadett     | Váci NKSE           | 14             | 15     |
| 87 | Tomori Zsuzsanna    | FTC                 | 77             | 156    |
| 6  | Vérten Orsolya      | Győri Audi ETO KC   | 112            | 331    |
| 9  | Vincze Melinda      | Alcoa FKC           | 31             | 48     |

* Az adatok az Európa-bajnokság előtti állapotot jelzik.
- Szövetségi kapitány: Mátéfi Eszter
- Edző: Marczinka Zoltán

## Lebonyolítás
A 16 csapatot 4 darab, 4 csapatos csoportba sorsolták. A csoportokban körmérkőzések döntötték el a csoportok végeredményét. A csoportokból az első három helyezett jutott tovább a középdöntőbe, a negyedik helyezettek kiestek.
A középdöntőben az A- és B, valamint a C- és D csoport továbbjutott csapatai újabb körmérkőzéseket játszottak, de csak azok a csapatok mérkőztek egymással, amelyek a csoportkörben nem találkoztak, azonban a csoportkörben lejátszott eredményeiket is figyelembe vitték.
A két középdöntő csoportból az első két helyezett jutott az elődöntőbe. Az elődöntők győztesei játszották a döntőt, a vesztesek a bronzéremért mérkőzhettek. Az első nyolc helyért játszottak helyosztó mérkőzéseket.

## Csoportkör
A 16 csapatot 4 darab, egyenként 4 csapatból álló csoportba sorsolták. A csoportokból az első három helyezett jutott tovább a középdöntőbe.
Sorrend meghatározása
A győzelemért 2, a döntetlenért 1 pont járt. A sorrend meghatározásakor a több szerzett pont rangsorolt először. Ha két vagy több csapat a csoportmérkőzések után azonos pontszámmal állt, az alábbiak alapján kellett meghatározni a sorrendet:
1. az azonos pontszámmal álló csapatok mérkőzésein szerzett több pont
2. az azonos pontszámmal álló csapatok mérkőzésein elért jobb gólkülönbség
3. az azonos pontszámmal álló csapatok mérkőzésein szerzett több gól
4. az összes mérkőzésen elért jobb gólkülönbség
5. az összes mérkőzésen szerzett több gól
6. sorsolás

### A csoport
| Hely. | Csapat        | M | Gy | D | V | G+ | G– | Gk  | P | Továbbjutás |
| ----- | ------------- | - | -- | - | - | -- | -- | --- | - | ----------- |
| 1.    | Dánia (R)     | 3 | 3  | 0 | 0 | 72 | 61 | +11 | 6 | Középdöntő  |
| 2.    | Románia       | 3 | 2  | 0 | 1 | 92 | 79 | +13 | 4 | Középdöntő  |
| 3.    | Spanyolország | 3 | 1  | 0 | 2 | 71 | 75 | −4  | 2 | Középdöntő  |
| 4.    | Szerbia       | 3 | 0  | 0 | 3 | 71 | 91 | −20 | 0 |             |

| 2010. december 7. 18:15 | Spanyolország | 26–30       | Románia   | Gigantium Arena, Aalborg Nézőszám: 4231 Játékvezetők: Arntsen, Gullaksen (NOR) |
| 2010. december 7. 18:15 | Pena 6        | (10–15)     | Vărzaru 9 | Gigantium Arena, Aalborg Nézőszám: 4231 Játékvezetők: Arntsen, Gullaksen (NOR) |
| 2010. december 7. 18:15 | 3× 2×         | Jegyzőkönyv | 3× 3×     | Gigantium Arena, Aalborg Nézőszám: 4231 Játékvezetők: Arntsen, Gullaksen (NOR) |

| 2010. december 7. 20:45 | Dánia        | 25–20       | Szerbia | Gigantium Arena, Aalborg Nézőszám: 6223 Játékvezetők: Brunovský, Čanda (SVK) |
| 2010. december 7. 20:45 | Kviesgaard 4 | (14–6)      | Lekic 7 | Gigantium Arena, Aalborg Nézőszám: 6223 Játékvezetők: Brunovský, Čanda (SVK) |
| 2010. december 7. 20:45 | 2× 3×        | Jegyzőkönyv | 1× 3×   | Gigantium Arena, Aalborg Nézőszám: 6223 Játékvezetők: Brunovský, Čanda (SVK) |

| 2010. december 9. 18:45 | Szerbia              | 23–26       | Spanyolország | Gigantium Arena, Aalborg Nézőszám: 4625 Játékvezetők: Kékes Cs., Kékes P. (HUN) |
| 2010. december 9. 18:45 | Lekić, Damnjanović 6 | (9–14)      | Alberto 5     | Gigantium Arena, Aalborg Nézőszám: 4625 Játékvezetők: Kékes Cs., Kékes P. (HUN) |
| 2010. december 9. 18:45 | 1× 2×                | Jegyzőkönyv | 1×            | Gigantium Arena, Aalborg Nézőszám: 4625 Játékvezetők: Kékes Cs., Kékes P. (HUN) |

| 2010. december 9. 20:45 | Románia | 22–25       | Dánia      | Gigantium Arena, Aalborg Nézőszám: 6476 Játékvezetők: Bonaventura, Bonaventura (FRA) |
| 2010. december 9. 20:45 | Neagu 8 | (15–14)     | Nørgaard 7 | Gigantium Arena, Aalborg Nézőszám: 6476 Játékvezetők: Bonaventura, Bonaventura (FRA) |
| 2010. december 9. 20:45 | 1× 4×   | Jegyzőkönyv | 1× 3×      | Gigantium Arena, Aalborg Nézőszám: 6476 Játékvezetők: Bonaventura, Bonaventura (FRA) |

| 2010. december 11. 18:45 | Románia | 40–28       | Szerbia | Gigantium Arena, Aalborg Nézőszám: 5800 Játékvezetők: Cohen, Peretz (ISR) |
| 2010. december 11. 18:45 | Neagu 7 | (20–14)     | Krpež 6 | Gigantium Arena, Aalborg Nézőszám: 5800 Játékvezetők: Cohen, Peretz (ISR) |
| 2010. december 11. 18:45 | 3× 1×   | Jegyzőkönyv | 4× 3×   | Gigantium Arena, Aalborg Nézőszám: 5800 Játékvezetők: Cohen, Peretz (ISR) |

| 2010. december 11. 20:45 | Spanyolország | 19–22       | Dánia      | Gigantium Arena, Aalborg Nézőszám: 6607 Játékvezetők: Opava, Válek (CZE) |
| 2010. december 11. 20:45 | Mangué 4      | (9–12)      | Troelsen 6 | Gigantium Arena, Aalborg Nézőszám: 6607 Játékvezetők: Opava, Válek (CZE) |
| 2010. december 11. 20:45 | 4× 4×         | Jegyzőkönyv | 1× 3×      | Gigantium Arena, Aalborg Nézőszám: 6607 Játékvezetők: Opava, Válek (CZE) |

### B csoport
| Hely. | Csapat       | M | Gy | D | V | G+ | G– | Gk  | P | Továbbjutás |
| ----- | ------------ | - | -- | - | - | -- | -- | --- | - | ----------- |
| 1.    | Oroszország  | 3 | 2  | 0 | 1 | 82 | 69 | +13 | 4 | Középdöntő  |
| 2.    | Montenegró   | 3 | 2  | 0 | 1 | 78 | 74 | +4  | 4 | Középdöntő  |
| 3.    | Horvátország | 3 | 2  | 0 | 1 | 88 | 83 | +5  | 4 | Középdöntő  |
| 4.    | Izland       | 3 | 0  | 0 | 3 | 69 | 91 | −22 | 0 |             |

| 2010. december 7. 18:15 | Montenegró | 24–22       | Oroszország         | NRGI Atletion Arena, Århus Nézőszám: 600 Játékvezetők: Kékes Cs., Kékes P. (HUN) |
| 2010. december 7. 18:15 | Popović 9  | (10–15)     | Kuznyecova, Turey 4 | NRGI Atletion Arena, Århus Nézőszám: 600 Játékvezetők: Kékes Cs., Kékes P. (HUN) |
| 2010. december 7. 18:15 | 4× 3× 1×   | Jegyzőkönyv | 4× 3×               | NRGI Atletion Arena, Århus Nézőszám: 600 Játékvezetők: Kékes Cs., Kékes P. (HUN) |

| 2010. december 7. 20:15 | Horvátország | 35–25       | Izland          | NRGI Atletion Arena, Århus Nézőszám: 300 Játékvezetők: Cohen, Peretz (ISR) |
| 2010. december 7. 20:15 | Franić 9     | (19–12)     | Stefansdottir 6 | NRGI Atletion Arena, Århus Nézőszám: 300 Játékvezetők: Cohen, Peretz (ISR) |
| 2010. december 7. 20:15 | 2× 3×        | Jegyzőkönyv | 3× 3×           | NRGI Atletion Arena, Århus Nézőszám: 300 Játékvezetők: Cohen, Peretz (ISR) |

| 2010. december 9. 18:15 | Izland        | 23–26       | Montenegró         | NRGI Atletion Arena, Århus Nézőszám: 1200 Játékvezetők: Arntsen, Gullaksen (NOR) |
| 2010. december 9. 18:15 | Skúladóttir 8 | (10–14)     | Radičević, Savić 6 | NRGI Atletion Arena, Århus Nézőszám: 1200 Játékvezetők: Arntsen, Gullaksen (NOR) |
| 2010. december 9. 18:15 | 2× 2×         | Jegyzőkönyv | 4× 2×              | NRGI Atletion Arena, Århus Nézőszám: 1200 Játékvezetők: Arntsen, Gullaksen (NOR) |

| 2010. december 9. 20:15 | Oroszország | 30–24       | Horvátország    | NRGI Atletion Arena, Århus Nézőszám: 900 Játékvezetők: Opava, Válek (CZE) |
| 2010. december 9. 20:15 | Kochetova 6 | (16–11)     | Pusić, Franić 7 | NRGI Atletion Arena, Århus Nézőszám: 900 Játékvezetők: Opava, Válek (CZE) |
| 2010. december 9. 20:15 | 6× 3×       | Jegyzőkönyv | 4× 3×           | NRGI Atletion Arena, Århus Nézőszám: 900 Játékvezetők: Opava, Válek (CZE) |

| 2010. december 11. 18:15 | Oroszország | 30–21       | Izland        | NRGI Atletion Arena, Århus Nézőszám: 1150 Játékvezetők: Bonaventura, Bonaventura (FRA) |
| 2010. december 11. 18:15 | Kochetova 6 | (16–9)      | Bragadóttir 5 | NRGI Atletion Arena, Århus Nézőszám: 1150 Játékvezetők: Bonaventura, Bonaventura (FRA) |
| 2010. december 11. 18:15 | 2× 3×       | Jegyzőkönyv | 6× 2×         | NRGI Atletion Arena, Århus Nézőszám: 1150 Játékvezetők: Bonaventura, Bonaventura (FRA) |

| 2010. december 11. 20:15 | Montenegró | 28–29       | Horvátország | NRGI Atletion Arena, Århus Nézőszám: 900 Játékvezetők: Brunovský, Čanda (SVK) |
| 2010. december 11. 20:15 | Popović 11 | (12–13)     | Penezić 10   | NRGI Atletion Arena, Århus Nézőszám: 900 Játékvezetők: Brunovský, Čanda (SVK) |
| 2010. december 11. 20:15 | 6× 3×      | Jegyzőkönyv | 4× 2×        | NRGI Atletion Arena, Århus Nézőszám: 900 Játékvezetők: Brunovský, Čanda (SVK) |

### C csoport
| Hely. | Csapat      | M | Gy | D | V | G+ | G– | Gk  | P | Továbbjutás |
| ----- | ----------- | - | -- | - | - | -- | -- | --- | - | ----------- |
| 1.    | Svédország  | 3 | 3  | 0 | 0 | 85 | 68 | +17 | 6 | Középdöntő  |
| 2.    | Hollandia   | 3 | 1  | 0 | 2 | 70 | 68 | +2  | 2 | Középdöntő  |
| 3.    | Ukrajna     | 3 | 1  | 0 | 2 | 71 | 81 | −10 | 2 | Középdöntő  |
| 4.    | Németország | 3 | 1  | 0 | 2 | 78 | 87 | −9  | 2 |             |

| 2010. december 7. 17:45 | Németország | 25–27       | Svédország | Arena Larvik, Larvik Nézőszám: 1956 Játékvezetők: Gubica, Milošević (CRO) |
| 2010. december 7. 17:45 | Mietzner 6  | (14–12)     | Gulldén 7  | Arena Larvik, Larvik Nézőszám: 1956 Játékvezetők: Gubica, Milošević (CRO) |
| 2010. december 7. 17:45 | 3× 3×       | Jegyzőkönyv | 5× 3×      | Arena Larvik, Larvik Nézőszám: 1956 Játékvezetők: Gubica, Milošević (CRO) |

| 2010. december 7. 19:45 | Ukrajna    | 13–25       | Hollandia | Arena Larvik, Larvik Nézőszám: 607 Játékvezetők: Lythje, Christiansen (DEN) |
| 2010. december 7. 19:45 | Shymkute 5 | (8–13)      | Visser 10 | Arena Larvik, Larvik Nézőszám: 607 Játékvezetők: Lythje, Christiansen (DEN) |
| 2010. december 7. 19:45 | 1× 3×      | Jegyzőkönyv | 5× 3×     | Arena Larvik, Larvik Nézőszám: 607 Játékvezetők: Lythje, Christiansen (DEN) |

| 2010. december 8. 17:45 | Svédország   | 33–25       | Ukrajna    | Arena Larvik, Larvik Nézőszám: 1034 Játékvezetők: Florescu, Duţă (ROU) |
| 2010. december 8. 17:45 | Torstenson 7 | (18–15)     | Vashchuk 6 | Arena Larvik, Larvik Nézőszám: 1034 Játékvezetők: Florescu, Duţă (ROU) |
| 2010. december 8. 17:45 | 3× 3×        | Jegyzőkönyv | 3× 2×      | Arena Larvik, Larvik Nézőszám: 1034 Játékvezetők: Florescu, Duţă (ROU) |

| 2010. december 8. 19:45 | Hollandia         | 27–30       | Németország | Arena Larvik, Larvik Nézőszám: 1058 Játékvezetők: Lythje, Christiansen (DEN) |
| 2010. december 8. 19:45 | van der Heijden 7 | (18–17)     | Lörper 7    | Arena Larvik, Larvik Nézőszám: 1058 Játékvezetők: Lythje, Christiansen (DEN) |
| 2010. december 8. 19:45 | 7× 3×             | Jegyzőkönyv | 5× 3×       | Arena Larvik, Larvik Nézőszám: 1058 Játékvezetők: Lythje, Christiansen (DEN) |

| 2010. december 10. 17:45 | Svédország | 25–18       | Hollandia        | Arena Larvik, Larvik Nézőszám: 1205 Játékvezetők: Stoļarovs, Līcis (LAT) |
| 2010. december 10. 17:45 | Gulldén 6  | (14–6)      | van der Wissel 6 | Arena Larvik, Larvik Nézőszám: 1205 Játékvezetők: Stoļarovs, Līcis (LAT) |
| 2010. december 10. 17:45 | 2× 3×      | Jegyzőkönyv | 1× 2×            | Arena Larvik, Larvik Nézőszám: 1205 Játékvezetők: Stoļarovs, Līcis (LAT) |

| 2010. december 10. 19:45 | Németország | 23–33       | Ukrajna      | Arena Larvik, Larvik Nézőszám: 894 Játékvezetők: Pavićević, Ražnatović (MNE) |
| 2010. december 10. 19:45 | Jurack 6    | (10–15)     | Manaharova 8 | Arena Larvik, Larvik Nézőszám: 894 Játékvezetők: Pavićević, Ražnatović (MNE) |
| 2010. december 10. 19:45 | 2× 3×       | Jegyzőkönyv | 1× 3×        | Arena Larvik, Larvik Nézőszám: 894 Játékvezetők: Pavićević, Ražnatović (MNE) |

### D csoport
| Hely. | Csapat        | M | Gy | D | V | G+ | G– | Gk  | P | Továbbjutás |
| ----- | ------------- | - | -- | - | - | -- | -- | --- | - | ----------- |
| 1.    | Norvégia (R)  | 3 | 3  | 0 | 0 | 99 | 51 | +48 | 6 | Középdöntő  |
| 2.    | Magyarország  | 3 | 2  | 0 | 1 | 62 | 71 | −9  | 4 | Középdöntő  |
| 3.    | Franciaország | 3 | 1  | 0 | 2 | 69 | 73 | −4  | 2 | Középdöntő  |
| 4.    | Szlovénia     | 3 | 0  | 0 | 3 | 54 | 89 | −35 | 0 |             |

| 2010. december 7. 18:15 | Magyarország | 28–19       | Szlovénia | Håkons Hall, Lillehammer Nézőszám: 4300 Játékvezetők: Guseva, Vartanyan (RUS) |
| 2010. december 7. 18:15 | Bulath 6     | (16–10)     | Zrnec 5   | Håkons Hall, Lillehammer Nézőszám: 4300 Játékvezetők: Guseva, Vartanyan (RUS) |
| 2010. december 7. 18:15 | 5× 2×        | Jegyzőkönyv | 2× 2×     | Håkons Hall, Lillehammer Nézőszám: 4300 Játékvezetők: Guseva, Vartanyan (RUS) |

| 2010. december 7. 20:15 | Norvégia     | 33–22       | Franciaország | Håkons Hall, Lillehammer Nézőszám: 5145 Játékvezetők: Pavićević, Ražnatović (MNE) |
| 2010. december 7. 20:15 | Riegelhuth 7 | (19–10)     | Deroin 4      | Håkons Hall, Lillehammer Nézőszám: 5145 Játékvezetők: Pavićević, Ražnatović (MNE) |
| 2010. december 7. 20:15 | 3× 3×        | Jegyzőkönyv | 3× 3×         | Håkons Hall, Lillehammer Nézőszám: 5145 Játékvezetők: Pavićević, Ražnatović (MNE) |

| 2010. december 8. 18:15 | Franciaország | 18–21       | Magyarország | Håkons Hall, Lillehammer Nézőszám: 2178 Játékvezetők: Stoļarovs, Līcis (LAT) |
| 2010. december 8. 18:15 | Lacrabère 6   | (7–12)      | Bulath 5     | Håkons Hall, Lillehammer Nézőszám: 2178 Játékvezetők: Stoļarovs, Līcis (LAT) |
| 2010. december 8. 18:15 | 2× 3×         | Jegyzőkönyv | 6× 3×        | Håkons Hall, Lillehammer Nézőszám: 2178 Játékvezetők: Stoļarovs, Līcis (LAT) |

| 2010. december 8. 20:15 | Szlovénia | 16–32       | Norvégia | Håkons Hall, Lillehammer Nézőszám: 2674 Játékvezetők: Guseva, Vartanyan (RUS) |
| 2010. december 8. 20:15 | Gros 4    | (6–19)      | Løke 7   | Håkons Hall, Lillehammer Nézőszám: 2674 Játékvezetők: Guseva, Vartanyan (RUS) |
| 2010. december 8. 20:15 | 3× 3×     | Jegyzőkönyv | 2× 2×    | Håkons Hall, Lillehammer Nézőszám: 2674 Játékvezetők: Guseva, Vartanyan (RUS) |

| 2010. december 10. 18:15 | Franciaország | 29–19       | Szlovénia | Håkons Hall, Lillehammer Nézőszám: 5050 Játékvezetők: Florescu, Duţă (ROU) |
| 2010. december 10. 18:15 | Signaté 7     | (15–9)      | Jericek 8 | Håkons Hall, Lillehammer Nézőszám: 5050 Játékvezetők: Florescu, Duţă (ROU) |
| 2010. december 10. 18:15 | 2× 3×         | Jegyzőkönyv | 3× 3×     | Håkons Hall, Lillehammer Nézőszám: 5050 Játékvezetők: Florescu, Duţă (ROU) |

| 2010. december 10. 20:15 | Norvégia | 34–13       | Magyarország  | Håkons Hall, Lillehammer Nézőszám: 10 185 Játékvezetők: Gubica, Milošević (CRO) |
| 2010. december 10. 20:15 | Løke 7   | (19–7)      | Szucsánszki 6 | Håkons Hall, Lillehammer Nézőszám: 10 185 Játékvezetők: Gubica, Milošević (CRO) |
| 2010. december 10. 20:15 | 1× 3×    | Jegyzőkönyv | 6× 3×         | Håkons Hall, Lillehammer Nézőszám: 10 185 Játékvezetők: Gubica, Milošević (CRO) |

## Középdöntő
A középdöntőben a sorrendet a csoportkör során is alkalmazott eljárás szerint határozzák meg.

### 1. csoport
| Hely. | Csapat        | M | Gy | D | V | G+  | G–  | Gk  | P | Továbbjutás |
| ----- | ------------- | - | -- | - | - | --- | --- | --- | - | ----------- |
| 1.    | Dánia (R)     | 5 | 4  | 0 | 1 | 133 | 110 | +23 | 8 | Elődöntők   |
| 2.    | Románia       | 5 | 3  | 0 | 2 | 126 | 129 | −3  | 6 | Elődöntők   |
| 3.    | Montenegró    | 5 | 3  | 0 | 2 | 125 | 123 | +2  | 6 | 5. helyért  |
| 4.    | Oroszország   | 5 | 2  | 0 | 3 | 129 | 124 | +5  | 4 |             |
| 5.    | Horvátország  | 5 | 2  | 0 | 3 | 117 | 142 | −25 | 4 |             |
| 6.    | Spanyolország | 5 | 1  | 0 | 4 | 117 | 119 | −2  | 2 |             |

| 2010. december 13. 16:45 | Spanyolország | 20–22       | Montenegró | Herning Arena, Herning Nézőszám: 3000 Játékvezetők: Kékes Cs., Kékes P. (HUN) |
| 2010. december 13. 16:45 | Alberto 6     | (12–12)     | Popović 6  | Herning Arena, Herning Nézőszám: 3000 Játékvezetők: Kékes Cs., Kékes P. (HUN) |
| 2010. december 13. 16:45 | 3× 2×         | Jegyzőkönyv | 4× 3×      | Herning Arena, Herning Nézőszám: 3000 Játékvezetők: Kékes Cs., Kékes P. (HUN) |

| 2010. december 13. 18:45 | Románia        | 31–22       | Horvátország | Herning Arena, Herning Nézőszám: 8000 Játékvezetők: Opava, Válek (CZE) |
| 2010. december 13. 18:45 | Neagu, Manea 7 | (14–12)     | Penezic 6    | Herning Arena, Herning Nézőszám: 8000 Játékvezetők: Opava, Válek (CZE) |
| 2010. december 13. 18:45 | 1×             | Jegyzőkönyv | 4× 3×        | Herning Arena, Herning Nézőszám: 8000 Játékvezetők: Opava, Válek (CZE) |

| 2010. december 13. 20:45 | Dánia        | 26–20       | Oroszország  | Herning Arena, Herning Nézőszám: 11 454 Játékvezetők: Brunovský, Čanda (SVK) |
| 2010. december 13. 20:45 | Augustesen 7 | (11–10)     | Kuznyecova 4 | Herning Arena, Herning Nézőszám: 11 454 Játékvezetők: Brunovský, Čanda (SVK) |
| 2010. december 13. 20:45 | 2× 3×        | Jegyzőkönyv | 1× 3× 1×     | Herning Arena, Herning Nézőszám: 11 454 Játékvezetők: Brunovský, Čanda (SVK) |

| 2010. december 14. 16:45 | Spanyolország | 23–21       | Oroszország          | Herning Arena, Herning Nézőszám: 3420 Játékvezetők: Brunovský, Čanda (SVK) |
| 2010. december 14. 16:45 | Pena 8        | (13–12)     | Davydenko, Vetkova 5 | Herning Arena, Herning Nézőszám: 3420 Játékvezetők: Brunovský, Čanda (SVK) |
| 2010. december 14. 16:45 | 1× 1×         | Jegyzőkönyv | 2× 3×                | Herning Arena, Herning Nézőszám: 3420 Játékvezetők: Brunovský, Čanda (SVK) |

| 2010. december 14. 18:45 | Dánia        | 30–22       | Horvátország | Herning Arena, Herning Nézőszám: 9430 Játékvezetők: Bonaventura, Bonaventura (FRA) |
| 2010. december 14. 18:45 | Kviesgaard 7 | (16–12)     | Horvat 4     | Herning Arena, Herning Nézőszám: 9430 Játékvezetők: Bonaventura, Bonaventura (FRA) |
| 2010. december 14. 18:45 | 4× 3×        | Jegyzőkönyv | 4× 3×        | Herning Arena, Herning Nézőszám: 9430 Játékvezetők: Bonaventura, Bonaventura (FRA) |

| 2010. december 14. 20:45 | Románia  | 31–19       | Montenegró | Herning Arena, Herning Nézőszám: 11 304 Játékvezetők: Kékes Cs., Kékes P. (HUN) |
| 2010. december 14. 20:45 | Neagu 11 | (16–10)     | Popović 7  | Herning Arena, Herning Nézőszám: 11 304 Játékvezetők: Kékes Cs., Kékes P. (HUN) |
| 2010. december 14. 20:45 | 4× 3×    | Jegyzőkönyv | 2× 3×      | Herning Arena, Herning Nézőszám: 11 304 Játékvezetők: Kékes Cs., Kékes P. (HUN) |

| 2010. december 16. 16:45 | Románia  | 20–35       | Oroszország | Herning Arena, Herning Nézőszám: 3980 Játékvezetők: Arntsen, Gullaksen (NOR) |
| 2010. december 16. 16:45 | Geiger 6 | (10–19)     | Sen 6       | Herning Arena, Herning Nézőszám: 3980 Játékvezetők: Arntsen, Gullaksen (NOR) |
| 2010. december 16. 16:45 | 2× 2×    | Jegyzőkönyv | 2× 2×       | Herning Arena, Herning Nézőszám: 3980 Játékvezetők: Arntsen, Gullaksen (NOR) |

| 2010. december 16. 18:45 | Spanyolország   | 22–23       | Horvátország | Herning Arena, Herning Nézőszám: 7630 Játékvezetők: Opava, Válek (CZE) |
| 2010. december 16. 18:45 | három játékos 5 | (10–11)     | Penezić 8    | Herning Arena, Herning Nézőszám: 7630 Játékvezetők: Opava, Válek (CZE) |
| 2010. december 16. 18:45 | 2× 3×           | Jegyzőkönyv | 2× 3×        | Herning Arena, Herning Nézőszám: 7630 Játékvezetők: Opava, Válek (CZE) |

| 2010. december 16. 20:45 | Dánia   | 29–30       | Montenegró | Herning Arena, Herning Nézőszám: 11 461 Játékvezetők: Bonaventura, Bonaventura (FRA) |
| 2010. december 16. 20:45 | Dalby 8 | (18–14)     | Popović 8  | Herning Arena, Herning Nézőszám: 11 461 Játékvezetők: Bonaventura, Bonaventura (FRA) |
| 2010. december 16. 20:45 | 1× 3×   | Jegyzőkönyv | 2× 2×      | Herning Arena, Herning Nézőszám: 11 461 Játékvezetők: Bonaventura, Bonaventura (FRA) |

### 2. csoport
| Hely. | Csapat        | M | Gy | D | V | G+  | G–  | Gk  | P | Továbbjutás |
| ----- | ------------- | - | -- | - | - | --- | --- | --- | - | ----------- |
| 1.    | Svédország    | 5 | 4  | 0 | 1 | 127 | 103 | +24 | 8 | Elődöntők   |
| 2.    | Norvégia (R)  | 5 | 4  | 0 | 1 | 153 | 91  | +62 | 8 | Elődöntők   |
| 3.    | Franciaország | 5 | 3  | 0 | 2 | 116 | 115 | +1  | 6 | 5. helyért  |
| 4.    | Hollandia     | 5 | 2  | 0 | 3 | 104 | 115 | −11 | 4 |             |
| 5.    | Magyarország  | 5 | 2  | 0 | 3 | 98  | 128 | −30 | 4 |             |
| 6.    | Ukrajna       | 5 | 0  | 0 | 5 | 101 | 147 | −46 | 0 |             |

| 2010. december 12. 16:15 | Hollandia | 21–23       | Franciaország                                  | Håkons Hall, Lillehammer Nézőszám: 2133 Játékvezetők: Gubica, Milošević (CRO) |
| 2010. december 12. 16:15 | Visser 9  | (10–13)     | Dembélé, Deroin, Lacrabère, Signaté, Spincer 3 | Håkons Hall, Lillehammer Nézőszám: 2133 Játékvezetők: Gubica, Milošević (CRO) |
| 2010. december 12. 16:15 | 2× 3×     | Jegyzőkönyv | 2× 3×                                          | Håkons Hall, Lillehammer Nézőszám: 2133 Játékvezetők: Gubica, Milošević (CRO) |

| 2010. december 12. 18:15 | Ukrajna     | 25–26       | Magyarország  | Håkons Hall, Lillehammer Nézőszám: 2471 Játékvezetők: Gjeding, Hansen (DEN) |
| 2010. december 12. 18:15 | Pidpalova 9 | (12–14)     | Szucsánszki 6 | Håkons Hall, Lillehammer Nézőszám: 2471 Játékvezetők: Gjeding, Hansen (DEN) |
| 2010. december 12. 18:15 | 4× 3×       | Jegyzőkönyv | 5× 2×         | Håkons Hall, Lillehammer Nézőszám: 2471 Játékvezetők: Gjeding, Hansen (DEN) |

| 2010. december 12. 20:15 | Svédország   | 24–19       | Norvégia | Håkons Hall, Lillehammer Nézőszám: 6535 Játékvezetők: Guseva, Vartanyan (RUS) |
| 2010. december 12. 20:15 | Torstenson 7 | (13–6)      | Alstad 5 | Håkons Hall, Lillehammer Nézőszám: 6535 Játékvezetők: Guseva, Vartanyan (RUS) |
| 2010. december 12. 20:15 | 4× 2×        | Jegyzőkönyv | 2×       | Håkons Hall, Lillehammer Nézőszám: 6535 Játékvezetők: Guseva, Vartanyan (RUS) |

| 2010. december 14. 16:15 | Hollandia                 | 27–19       | Magyarország  | Håkons Hall, Lillehammer Nézőszám: 346 Játékvezetők: Stolarovs, Licis (LAT) |
| 2010. december 14. 16:15 | van der Heijden, Visser 6 | (15–10)     | Szucsánszki 6 | Håkons Hall, Lillehammer Nézőszám: 346 Játékvezetők: Stolarovs, Licis (LAT) |
| 2010. december 14. 16:15 | 4× 3× 1×                  | Jegyzőkönyv | 4× 3× 1×      | Håkons Hall, Lillehammer Nézőszám: 346 Játékvezetők: Stolarovs, Licis (LAT) |

| 2010. december 14. 18:15 | Svédország   | 21–22       | Franciaország | Håkons Hall, Lillehammer Nézőszám: 2150 Játékvezetők: Gjeding, Hansen (DEN) |
| 2010. december 14. 18:15 | Torstenson 8 | (9–11)      | Pineau 4      | Håkons Hall, Lillehammer Nézőszám: 2150 Játékvezetők: Gjeding, Hansen (DEN) |
| 2010. december 14. 18:15 | 3× 1×        | Jegyzőkönyv | 2× 4×         | Håkons Hall, Lillehammer Nézőszám: 2150 Játékvezetők: Gjeding, Hansen (DEN) |

| 2010. december 14. 20:15 | Ukrajna        | 19–32       | Norvégia | Håkons Hall, Lillehammer Nézőszám: 3527 Játékvezetők: Florescu, Duta (ROU) |
| 2010. december 14. 20:15 | Laiuk, Zoria 3 | (6–13)      | Løke 6   | Håkons Hall, Lillehammer Nézőszám: 3527 Játékvezetők: Florescu, Duta (ROU) |
| 2010. december 14. 20:15 | 2× 3×          | Jegyzőkönyv | 1× 3×    | Håkons Hall, Lillehammer Nézőszám: 3527 Játékvezetők: Florescu, Duta (ROU) |

| 2010. december 15. 16:15 | Ukrajna       | 19–31       | Franciaország | Håkons Hall, Lillehammer Nézőszám: 711 Játékvezetők: Gubica, Milošević (CRO) |
| 2010. december 15. 16:15 | Borshchenko 7 | (13–16)     | Pineau 6      | Håkons Hall, Lillehammer Nézőszám: 711 Játékvezetők: Gubica, Milošević (CRO) |
| 2010. december 15. 16:15 | 1× 3×         | Jegyzőkönyv | 2× 2×         | Håkons Hall, Lillehammer Nézőszám: 711 Játékvezetők: Gubica, Milošević (CRO) |

| 2010. december 15. 18:15 | Svédország   | 24–19       | Magyarország  | Håkons Hall, Lillehammer Nézőszám: 2340 Játékvezetők: Florescu, Duţă (ROU) |
| 2010. december 15. 18:15 | Torstenson 8 | (10–12)     | Szucsánszki 8 | Håkons Hall, Lillehammer Nézőszám: 2340 Játékvezetők: Florescu, Duţă (ROU) |
| 2010. december 15. 18:15 | 1× 2×        | Jegyzőkönyv | 4× 3×         | Håkons Hall, Lillehammer Nézőszám: 2340 Játékvezetők: Florescu, Duţă (ROU) |

| 2010. december 15. 20:15 | Hollandia | 13–35       | Norvégia | Håkons Hall, Lillehammer Nézőszám: 5123 Játékvezetők: Guseva, Vartanyan (RUS) |
| 2010. december 15. 20:15 | Abbingh 4 | (9–18)      | Løke 7   | Håkons Hall, Lillehammer Nézőszám: 5123 Játékvezetők: Guseva, Vartanyan (RUS) |
| 2010. december 15. 20:15 | 2× 2×     | Jegyzőkönyv | 1× 2×    | Håkons Hall, Lillehammer Nézőszám: 5123 Játékvezetők: Guseva, Vartanyan (RUS) |

## Helyosztók
|  |              |            |            |               |    |          |          |       |
|  | Elődöntők    | Elődöntők  | Elődöntők  |               |    | Döntő    | Döntő    | Döntő |
|  | Elődöntők    | Elődöntők  | Elődöntők  |               |    | Döntő    | Döntő    | Döntő |
|  | december 18. |            |            |               |    |          |          |       |
|  |              |            |            |               |    |          |          |       |
|  | I/1.         | Dánia      | 19         |               |    |          |          |       |
|  | I/1.         | Dánia      | 19         | december 19.  |    |          |          |       |
|  | II/2.        | Norvégia   | 29         |               |    |          |          |       |
|  | II/2.        | Norvégia   | 29         |               |    | Norvégia | Norvégia | 25    |
|  | december 18. |            |            |               |    | Norvégia | Norvégia | 25    |
|  |              |            | Svédország | Svédország    | 20 |          |          |       |
|  | I/2.         | Románia    | Svédország | Svédország    | 20 | 23       |          |       |
|  | I/2.         | Románia    |            |               |    |          |          |       |
|  | II/1.        | Svédország | 25         |               |    |          |          |       |
|  | II/1.        | Svédország | 25         | Bronzmérkőzés |    |          |          |       |
|  |              |            |            |               |    |          |          |       |
|  | december 19. |            |            |               |    |          |          |       |
|  |              |            |            |               |    |          |          |       |
|  | Dánia        | Dánia      | 15         |               |    |          |          |       |
|  | Dánia        | Dánia      | 15         |               |    |          |          |       |
|  | Románia      | Románia    | 16         |               |    |          |          |       |
|  | Románia      | Románia    | 16         |               |    |          |          |       |

### Az 5. helyért
| 2010. december 18. 11:30 | Montenegró | 19–23       | Franciaország | Herning Arena, Herning Nézőszám: 3320 Játékvezetők: Kékes Cs., Kékes P. (HUN) |
| 2010. december 18. 11:30 | Popović 5  | (5–12)      | Signaté 7     | Herning Arena, Herning Nézőszám: 3320 Játékvezetők: Kékes Cs., Kékes P. (HUN) |
| 2010. december 18. 11:30 | 3×         | Jegyzőkönyv | 2× 2×         | Herning Arena, Herning Nézőszám: 3320 Játékvezetők: Kékes Cs., Kékes P. (HUN) |

### Elődöntők
| 2010. december 18. 14:30 | Románia | 23–25       | Svédország   | Herning Arena, Herning Nézőszám: 9600 Játékvezetők: Brunovský, Čanda (SVK) |
| 2010. december 18. 14:30 | Neagu 7 | (13–14)     | Torstenson 9 | Herning Arena, Herning Nézőszám: 9600 Játékvezetők: Brunovský, Čanda (SVK) |
| 2010. december 18. 14:30 | 2× 3×   | Jegyzőkönyv | 2× 3×        | Herning Arena, Herning Nézőszám: 9600 Játékvezetők: Brunovský, Čanda (SVK) |

| 2010. december 18. 17:00 | Dánia  | 19–29       | Norvégia  | Herning Arena, Herning Nézőszám: 11 411 Játékvezetők: Gubica, Milošević (CRO) |
| 2010. december 18. 17:00 | Skov 5 | (10–14)     | Sulland 7 | Herning Arena, Herning Nézőszám: 11 411 Játékvezetők: Gubica, Milošević (CRO) |
| 2010. december 18. 17:00 | 3× 3×  | Jegyzőkönyv | 2× 2×     | Herning Arena, Herning Nézőszám: 11 411 Játékvezetők: Gubica, Milošević (CRO) |

### Bronzmérkőzés
| 2010. december 19. 14:30 | Románia | 16–15       | Dánia            | Herning Arena, Herning Nézőszám: 11 004 Játékvezetők: Bonaventura, Bonaventura (FRA) |
| 2010. december 19. 14:30 | Neagu 6 | (9–7)       | Nørgaard, Skov 4 | Herning Arena, Herning Nézőszám: 11 004 Játékvezetők: Bonaventura, Bonaventura (FRA) |
| 2010. december 19. 14:30 | 1× 2×   | Jegyzőkönyv | 3× 3×            | Herning Arena, Herning Nézőszám: 11 004 Játékvezetők: Bonaventura, Bonaventura (FRA) |

### Döntő
| 2010. december 19. 17:00 | Norvégia           | 25–20       | Svédország | Herning Arena, Herning Nézőszám: 11 004 Játékvezetők: Gjeding M, Hansen M (DEN) |
| 2010. december 19. 17:00 | Hammerseng, Løke 5 | (10–11)     | Gulldén 7  | Herning Arena, Herning Nézőszám: 11 004 Játékvezetők: Gjeding M, Hansen M (DEN) |
| 2010. december 19. 17:00 | 1× 1×              | Jegyzőkönyv | 2× 3×      | Herning Arena, Herning Nézőszám: 11 004 Játékvezetők: Gjeding M, Hansen M (DEN) |

| A 2010-es női kézilabda-Európa-bajnokság győztese |
| ------------------------------------------------- |
| · Norvégia · 5. cím                               |

## Végeredmény
Az Európa-bajnokságon csak az első hat helyért játszottak helyosztó mérkőzéseket. A további sorrend meghatározása az EHF versenyszabályzata alapján a következők szerint történt:
1. jobb csoportbeli helyezés a középdöntőben, illetve a csoportkörben
2. több szerzett pont
3. jobb gólkülönbség az összes mérkőzésen
4. több szerzett gól az összes mérkőzésen

| Hely. | Csapat        | M | Gy | D | V | G+  | G–  | Gk  | P  |
| ----- | ------------- | - | -- | - | - | --- | --- | --- | -- |
|       | Norvégia (R)  | 8 | 7  | 0 | 1 | 239 | 146 | +93 | 14 |
|       | Svédország    | 8 | 6  | 0 | 2 | 199 | 176 | +23 | 12 |
|       | Románia       | 8 | 5  | 0 | 3 | 205 | 197 | +8  | 10 |
| 4.    | Dánia (R)     | 8 | 5  | 0 | 3 | 192 | 175 | +17 | 10 |
|       |               |   |    |   |   |     |     |     |    |
| 5.    | Franciaország | 7 | 5  | 0 | 2 | 168 | 153 | +15 | 10 |
| 6.    | Montenegró    | 7 | 4  | 0 | 3 | 170 | 169 | +1  | 8  |
|       |               |   |    |   |   |     |     |     |    |
| 7.    | Oroszország   | 6 | 3  | 0 | 3 | 159 | 145 | +14 | 6  |
| 8.    | Hollandia     | 6 | 2  | 0 | 4 | 131 | 145 | −14 | 4  |
| 9.    | Horvátország  | 6 | 3  | 0 | 3 | 152 | 167 | −15 | 6  |
| 10.   | Magyarország  | 6 | 3  | 0 | 3 | 126 | 147 | −21 | 6  |
| 11.   | Spanyolország | 6 | 2  | 0 | 4 | 143 | 142 | +1  | 4  |
| 12.   | Ukrajna       | 6 | 1  | 0 | 5 | 134 | 170 | −36 | 2  |
|       |               |   |    |   |   |     |     |     |    |
| 13.   | Németország   | 3 | 1  | 0 | 2 | 78  | 87  | −9  | 2  |
| 14.   | Szerbia       | 3 | 0  | 0 | 3 | 71  | 91  | −20 | 0  |
| 15.   | Izland        | 3 | 0  | 0 | 3 | 69  | 91  | −22 | 0  |
| 16.   | Szlovénia     | 3 | 0  | 0 | 3 | 54  | 89  | −35 | 0  |